# Jessica Carlson

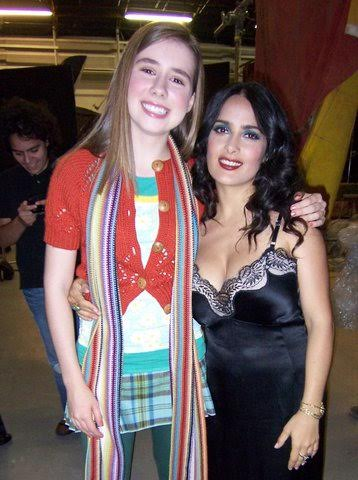
Jessica Carlson (links) mit Salma Hayek am Set von Mitternachtszirkus

Jessica Carlson ist eine US-amerikanische Schauspielerin, bekannt durch ihre Hauptrolle als Rebecca im Film Mitternachtszirkus – Willkommen in der Welt der Vampire.

## Leben und Karriere
Jessica Carlson wurde zwischen Oktober 1992 und Oktober 1993 geboren. Ihre ersten Rollen hatte sie in den Kurzfilmen Blue Dress und Goya. Es folgte ein kurzer Cameo-Auftritt im Thriller Das Leben vor meinen Augen und eine Episodenrolle in der langlebigen Krimiserie Law & Order. Daneben war sie auch bei den Teen Book Video Awards in einem Filmtrailer zum Buch Die Bücherdiebin von Markus Zusak zu sehen. Ihre bisher größte Rolle hatte Carlson als Affenmädchen Rebecca in Paul Weitz’ Fantasyfilm Mitternachtszirkus – Willkommen in der Welt der Vampire, welcher eine Verfilmung der ersten drei Bände der zwölfteiligen Darren-Shan-Serie des irischen Autors Darren O’Shaughnessy darstellt. Dafür gewann sie bei den Young Artist Awards 2010 einen Award in der Kategorie Best Performance in a Feature Film – Supporting Young Actress und konnte sich so unter anderem gegen Chloë Moretz, Evanna Lynch und Kiernan Shipka durchsetzen. Ihren bisher letzten Auftritt hatte sie 2010 in der fünften Episode der Auftaktstaffel von Showtimes Dramedy The Big C.

## Filmografie
- 2007: Blue Dress (Kurzfilm)
- 2007: Goya (Kurzfilm)
- 2007: Das Leben vor meinen Augen (The Life Before Her Eyes)
- 2008: Law & Order (Fernsehserie, Episode 18x13)
- 2009: Mitternachtszirkus – Willkommen in der Welt der Vampire (Cirque du Freak: The Vampire’s Assistant)
- 2010: The Big C (Fernsehserie, Episode 1x05)

## Auszeichnungen und Nominierungen
| Jahr | Auszeichnung       | Für                                                     | Kategorie                                                     | Resultat |
| ---- | ------------------ | ------------------------------------------------------- | ------------------------------------------------------------- | -------- |
| 2010 | Young Artist Award | Mitternachtszirkus – Willkommen in der Welt der Vampire | Best Performance in a Feature Film – Supporting Young Actress | Gewonnen |